# Tomsk Avia
La Tomsk Avia o (in russo: авиакомпания Томск Авиа, in inglese: Tomsk State Aviation Enterprise) era una compagnia aerea russa con base tecnica all'aeroporto di Tomsk-Bogašëvo (UNTT), in Russia. La Tomsk Avia è stata fondata sulla base della compagnia aerea Aeroflot-Tomsk.

## Storia
Nel 1947 è stato inaugurato il primo aeroporto di Tomsk dove sono arrivati i primi aerei Polikarpov Po-2.
1952 - i primi Antonov An-2 sono atterrati a Tomsk.
1953 - i primi Yakovlev Yak-12 nella versione per il trasporto passeggeri sono arrivati all'aeroporto di Tomsk.
1955 - l'arrivo dei primi elicotteri Mil Mi-1 e Mil Mi-4 a Tomsk.
1957 - l'apertura di voli di linea interregionali da Tomsk per Barnaul, Ekaterinburg, Novosibirsk, Novokuzneck, Kemerovo, Krasnojarsk.
1967 - l'inaugurazione del nuovo Terminal aeroportuale e della nuova pista all'aeroporto Bogaševo.
1972 - l'arrivo dei primi Antonov An-24 a Tomsk.
1976 - l'arrivo nella flotta dell'Aeroflot-Tomsk dei primi Antonov An-26 per il trasporto merci.
1991 - la fondazione della Impresa degli Trasporti Aerei di Tomsk sulla base del Distaccamento Aereo di Tomsk di Aeroflot.
1998 - gli aerei Tupolev Tu-154M e Yakovlev Yak-40 della compagnia aerea russa sono stati cessati in leasing ed in seguito venduti alla S7 Airlines per evitare la bancarotta.
Nel 1999 la Tomsk Avia si è unita con la base dell'aviazione civile di Streževoj e di Kolpaševo per ripristinare la rete di voli regionali nell'Oblast' di Tomsk con la creazione del hub all'aeroporto di Tomsk.
Nel 2004 la Tomsk Avia è diventata una società pubblica.
Nel 2006 la Tomsk Avia è diventata una società con responsabilità limitata in seguito alla privatizzazione.
Nel periodo gennaio - giugno 2010 la compagnia aerea russa ha trasportato il 12% di passeggeri in più rispetto allo stesso periodo del 2009. La crescita è stata dovuta al maggior numero dei passeggeri trasportati sui voli di linea esistenti da Tomsk per Streževoj, Surgut e Nižnevartovsk (+8%), ma anche grazie all'apertura di nuovi collegamenti sulle rotte Nižnevartovsk - Novosibirsk-Tolmačëvo, Nižnevartovsk - Omsk.
Nell'agosto 2010 il Governatore dell'Oblast' di Tomsk Andrej Ostrov ha annunciato i piani della creazione sulla base della compagnia aerea Tomsk Avia di una rete di voli di linea nel Distretto Federale Siberiano con lo hub all'aeroporto di Tomsk.
Nel 2012 gli aerei della Tomsk Avia hanno trasportato 157,400 passeggeri, il 2,4% in più rispetto all'anno precedente.
14 marzo 2016 è stata dichiarata la bancarotta della compagnia aerea in seguito alla sospensione della licenza dei trasporti e l'impossibilità di pagare i creditori già a partire dal mese di luglio 2015.

## Strategia
La compagnia aerea Tomsk Avia operava il servizio del trasporto aereo passeggeri in Siberia occidentale nel Distretto Federale Siberiano in Russia con hub principale e base tecnica all'aeroporto di Tomsk e hub secondario all'aeroporto di Streževoj. La Tomsk Avia effettuava anche voli charter e voli cargo pianificando di sviluppare ulteriormente la rete di voli interregionali dagli aeroporti russi di Novosibirsk, Omsk, Tomsk.

## Flotta storica
Corto raggio
- Antonov An-24RV
- Antonov An-26-100
- Cessna 208B Grand Caravan
- Polikarpov Po-2
- Yakovlev Yak-12
- Yakovlev Yak-40

Medio raggio
- Tupolev Tu-154M

Elicotteri
- Mil Mi-1
- Mil Mi-4
- Mil Mi-8

## Accordi commerciali
Dal 1998 ha stretto dei rapporti con la compagnia aerea russa S7 Airlines che ha acquistato la flotta a medio raggio della Tomsk Avia composta da aerei Tupolev Tu-154M nel 1999-2001. La Tomsk Avia è stata anche oggetto della possibile fusione con la S7 Airlines alla fine degli anni 90.

## Incidenti
- Il 17 agosto 2009 un volo nazionale della Tomsk Avia operato con un aereo di fabbricazione sovietica Antonov An-24 ha effettuato un atterraggio d'emergenza all'Aeroporto di Streževoj con il propulsore destro in seguito al malfunzionamento del propulsore sinistro del velivolo. I 37 passeggeri a bordo e 3 membri dell'equipaggio non hanno riportato danni in seguito all'incidente.[7]